# Kista folkhögskola
Kista folkhögskola är en folkhögskola i Stockholmsförorten Kista, den första i Sverige med muslimsk profil. Verksamheten inleddes 2007, som en filial till Sjöviks folkhögskola (i Dalarna), men blev 1 januari 2010 en självständig folkhögskola. Huvudman är Kista folkhögskolas förening. I lokaler vid Kista Torg, nära tunnelbanestationen, bedrivs utbildningen i fyra kurser på allmän linje på grundskole- och gymnasienivå. Dessutom bedriver skolan SFI-utbildning på kommunalt uppdrag, en barnskötarutbildning, samt en postgymnasial utbildning till socialpedagog.
Folkhögskolans rektor är sedan 2024 Sonia Soudani.
År 2014 grundande folkhögskolan tillsammans med Muslim Aid UK biståndsorganisationen Muslim Aid Sweden.
Under några år på 2010-talet drev Kista folkhögskola Sveriges första imamutbildning.

## Imamutbildningen
Redan år 2008 tillsattes en statlig utredning, den så kallade Imamutbildningsutredningen som avrapporterades i SOU 2009:52, där man utredde huruvida staten skulle finansiera en sådan utbildning. Dåvarande högskole- och forskningsminister Lars Leijonborg (Liberalerna) drev på i denna fråga, för att motverka att fundamentalistiska grupper skulle sätta sin prägel på islam som praktiseras i Sverige. Leijonborg menade att om staten bidrar kan den också ställa krav på hur utbildningen ska utformas, såsom ur ett jämställdhetsperspektiv. Slutsatsen blev då att staten inte skulle finansiera en sådan utbildning, men denna drev under några år inom ramen för folkhögskolebidraget.